# Зубовский бульвар
Зу́бовский бульва́р — улица в Центральном административном округе города Москвы, участок Садового кольца. Проходит от Крымской площади до Зубовской площади. Нумерация домов ведётся от Крымской площади. Зелёный бульвар, возникший в 1820-х годах, был вырублен при реконструкции 1938 года; с тех пор Зубовский бульвар — один из самых широких участков Садового кольца (16 полос для движения). К нему примыкают с внешней стороны — Зубовский проезд и Дашков переулок.

## Происхождение названия
Название бульвара произошло от одноимённой площади, которая, в свою очередь, названа по стрелецкой слободе XVII века. В конце века ей командовал Иван Зубов — глава полка стрельцов, охранявших Чертольские ворота. Слобода располагалась непосредственно между Земляным валом и Кропоткинским переулком, на месте Провиантских складов и здания АПН.

## История
Бульвар на месте бывшего Земляного вала был учреждён после пожара 1812 года. Зубовский бульвар, примыкавший к аристократическим Остоженке и Пречистенке, стал одним из наиболее обустроенных участков нового Садового кольца; в отличие от собственно Садовых улиц с центральной проезжей частью, здесь был устроен настоящий центральный бульвар с боковыми проездами. Местность была относительно редко заселена; на внутренней стороне бульвара было только пять обширных дворянских владений (незнатных семейств), и казённые конюшни, на которых в 1830-х годах были выстроены Провиантские склады. Постройку складов долгое время приписывали Доменико Жилярди, но в советское время установилось мнение, что автор проекта — В. П. Стасов, а постройкой руководил Ф. М. Шестаков.
В доме № 27/26, «реконструированном» в 2000-х годах с сохранением облика фасада, в 1820-х и 1830-х годах жила актриса Е. С. Семёнова, не раз упомянутая в стихах А. С. Пушкиным. Второй образец гражданской архитектуры той эпохи, особняк под № 15 стр. 2, скрыт от посторонних глаз доходными домами постройки 1900-х годов. Во дворах по внешней стороне бульвара по сей день сохраняются деревянные одно- и двухэтажные здания, а в «парадных» доходных домах сохранились общежития и коммуналки.
В октябре 1917 года Зубовский бульвар был местом боёв между отрядами красных, и сил, верных Временному правительству, засевших в Провиантских складах.
15 мая 1935 года на Крымской площади была открыта станция первой очереди московского метро — «Парк Культуры». Наземный вестибюль на углу улицы Чудовки (ныне Комсомольский проспект) был впоследствии снесён и заменён современным вестибюлем (1950), обслуживающим также Кольцевую линию.

## Примечательные здания и сооружения
- См. также категорию Здания и сооружения Зубовского бульвара

### По нечётной стороне
- № 13 — доходный дом Е. И. Чепелевской (1914, архитекторы Л. Л. Кравецкий, А. Н. Соколов)[5]
- № 15 — доходный дом (ок. 1910, архитектор Г. Ф. Ярцев). Здесь жили: юрист В. Э. Грабарь[6]; археолог Б. С. Жуков[7]; в 1921—1946 годах — философ и логик Б. А. Фохт[8]; в 1950-е годы — палеонтолог Л. П. Татаринов[9]. В этом доме в мае 2019 года открылись выставочные залы Музея истории российской литературы им. Даля и разместился его административный отдел[10].
- № 15, строение 2 (во дворе) — усадьба Делессаля — Любощинской, XIX — начало XX века
- № 17 — здание издательства «Прогресс», 1977, в 1997—2016 годах — офис и студии телеканала РЕН ТВ.
- № 21 — здание приюта (1912, архитектор М. А. Исаков)[11]
- № 23 — доходный дом (1911, архитектор Ф. Н. Кольбе)
- № 27/26 — Дом И. А. Гагарина (Дворцового ведомства) (1-я треть XIX в.)[5]
- № 37 — Первое студенческое общежитие им. Лепёшкина (1912, архитектор Д. В. Стерлигов)[5]

### По чётной стороне
- № 2, 2/48 — Провиантские склады, памятник стиля ампир. Архитекторы В. П. Стасов (проект) и Ф. М. Шестаков (постройка), 1832—1835
- № 4 — Пресс-центр Олимпиады 1980 года (1979, архитекторы В. К. Антонов, И. М. Виноградский, А. С. Дубровский, Ю. В. Калмыков, В. М. Орлов, С. П. Хаджибаронов и другие). Позднее здание занимало АПН и Союз журналистов. Ныне в здании размещается МИА «Россия сегодня» (ранее — РИА Новости)[5].
- № 16—20 — жилой дом кооператива «Научные работники» (1934, архитектор А. Корноухов)[5]. Здесь жили советский геолог В. А. Варсанофьева[12], философ А. М. Деборин[13].
- № 22/39 — доходный дом К. С. Шекаразина (1899, архитектор А. А. Остроградский; перестроен в 1913—1914 годах И. С. Кузнецовым)[5]